# Ella de Vries
Ella de Vries (* 10. Mai 1977) ist eine belgische Fußballschiedsrichterassistentin.
Mit 18 Jahren begann de Vries als Schiedsrichterin. Seit 2008 steht sie auf der Liste der FIFA-Schiedsrichter und leitet internationale Fußballspiele.
De Vries war unter anderem Schiedsrichterassistentin bei der Europameisterschaft 2009 in Finnland, bei der U-20-Weltmeisterschaft 2012 in Japan, bei der U-20-Weltmeisterschaft 2014 in Kanada und bei der Weltmeisterschaft 2015 in Kanada (als Assistentin von Esther Staubli). Zudem war sie als Videoschiedsrichterin bei der U-20-Weltmeisterschaft 2022 in Costa Rica im Einsatz.
De Vries arbeitet als Mathematiklehrerin.